# The Lost City (film, 2005)
The Lost City är en film av Andy García från 2005 som behandlar den Kubanska revolutionen med bland andra Bill Murray och Dustin Hoffman i rollerna.
Filmen framställer Fulgencio Batistas regim under 1950-talet som avskyvärd samtidigt som den porträtterar revolutionen som ett i mycket sorgligt kapitel när för många kubaner efterlängtade fri- och rättigheter fick ge vika för en allt mer totalitär maktkontroll under Fidel Castro.